# Kembang Jajar Sp7 At
Kembang Jajar Sp7 At is een bestuurslaag in het regentschap Ogan Komering Ilir van de provincie Zuid-Sumatra, Indonesië. Kembang Jajar Sp7 At telt 994 inwoners (volkstelling 2010).